# Manifeste des cinq

Le Manifeste des Cinq est un pamphlet adressé à Émile Zola dans le journal Le Figaro le 18 août 1887, à la suite de la publication de son roman La Terre.
Rédigé par J.-H. Rosny aîné, ce manifeste se présente sous la forme d'une lettre ouverte à Émile Zola et est signé par cinq jeunes écrivains proches du Grenier d'Edmond de Goncourt : Paul Bonnetain, J.-H. Rosny aîné, Lucien Descaves, Paul Margueritte et Gustave Guiches. Ils constituent ce que l'on appelle la troisième génération des naturalistes. Edmond de Goncourt se désolidarisa totalement de ce texte, qu'il appelle dans son Journal un « méfait ».
Le manifeste, s'il reconnaît le talent d'Émile Zola, lui reproche de se perdre dans le vulgaire, de manquer de sérieux et de se répéter dans un but mercantile, ternissant son œuvre. Il lui conseille notamment de consulter le docteur Charcot pour soigner ses obsessions morbides.

## Documentation
- Jules Huret, « Les Néo-Réalistes : M. Paul Bonnetain », dans Enquête sur l'évolution littéraire, Bibliothèque-Charpentier, 1891 (lire sur Wikisource).